# Еррерос-де-Сусо
Еррерос-де-Сусо (ісп. Herreros de Suso) — муніципалітет в Іспанії, у складі автономної спільноти Кастилія-і-Леон, у провінції Авіла. Населення — 171 особа (2010).
Муніципалітет розташований на відстані близько 120 км на захід від Мадрида, 31 км на північний захід від Авіли.

## Демографія
Динаміка населення (INE ):